# كاتلر جاي كليفلاند
كاتلر جاي كليفلاند (بالإنجليزية: Cutler J. Cleveland)‏ هو اقتصادي أمريكي، ولد في 21 يناير 1956.